# Matematični izraz
Matemátični izràz je zapis sestavljen iz števil, spremenljivk, matematičnih funkcij in operacij ter iz oklepajev, ki določajo vrstni red računanja. Da je tak zapis res matematični izraz, mora biti tudi smiseln: Če namesto spremenljivk vstavimo konkretna števila, mora biti možno izračunati vrednost izraza (vsaj za nekatere vrednosti spremenljivk).
Zgled izraza: {\displaystyle {\frac {x+1}{x}}}. Vrednost tega izraza lahko izračunamo za katero koli vrednost spremenljivke x, razen za x = 0.
Dva matematična izraza sta enakovredna, če imata pri istih izbirah spremenljivk vedno enako vrednost.
Zgled: Zgoraj navedeni izraz {\displaystyle {\frac {x+1}{x}}} je enakovreden izrazu {\displaystyle 1+{\frac {1}{x}}} (za vsak x dobimo isti rezultat).
Izraz poimenujemo glede na glavno računsko operacijo, ki v njem nastopa - to je računska operacija, ki jo izračunamo nazadnje.
Zgledi:
- izraz (x + 1)(x + 2) imenujemo produkt izrazov (x + 1) in (x + 2)
- izraz 5a + 3b − 2c imenujemo vsota izrazov 5a, 3b in −2c
- izraz (2m + 3)2 imenujemo kvadrat izraza (2m + 3)

Izraz, v katerem nastopajo samo osnovne štiri računske operacije (seštevanje, odštevanje, množenje in deljenje), imenujemo aritmetični izraz. Če v izrazu poleg tega nastopajo še algebrske funkcije kot npr. korenjenje, je to algebrski izraz.
Pri preoblikovanju matematičnih izrazov pogosto uporabljamo naslednja dva postopka:
- faktorizacija (preoblikovanje v produkt faktorjev)
- razčlenjevanje (preoblikovanje v vsoto členov)

Enakost dveh zapisov podaja enačba (velikokrat tudi enakost, npr. Brahmaguptova enakost), neenakost pa neenačba. Pomembnim enačbam velikokrat rečemo formule (npr. binomska formula), oziroma tudi drugače.